# Agencia Bolivariana para Actividades Espaciales

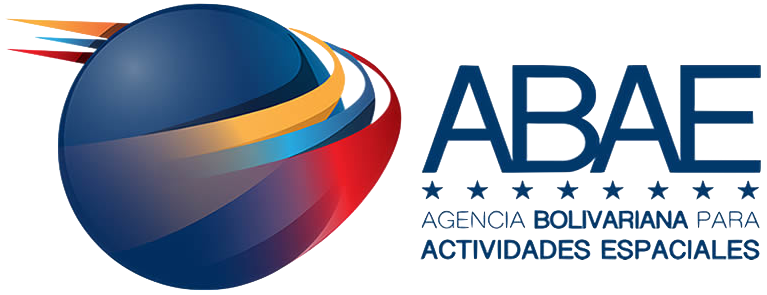
Logo der ABAE

Die Agencia Bolivariana para Actividades Espaciales (Bolivarische Behörde für Weltraumaktivitäten), kurz ABAE, ist die Raumfahrtbehörde Venezuelas. Ihr Hauptsitz befindet sich auf dem Luftwaffenstützpunkt Generalissimo Francisco de Miranda in der venezolanischen Hauptstadt Caracas. Direktor der dem Ministerium für Wissenschaft und Technologie unterstehenden Behörde ist seit dem 16. Juli 2019 Oberstleutnant Adolfo José Godoy Pernía.

## Geschichte
Venezuela ist seit dem Jahr 2000 Mitglied im Ausschuss für die friedliche Nutzung des Weltraums der Vereinten Nationen. Jener Ausschuss hatte den Entwicklungsländern bereits im Juli 1999 bei der UNISPACE-III-Konferenz in Wien empfohlen, Weltraumwissenschaft und -technik zu nutzen, um Wirtschaftswachstum zu stimulieren.
Zehn Jahre später erklärte die venezolanische Regierung die Erforschung und Nutzung des Weltraums zu einer nationalen Priorität.
Nach Einrichtung der „Interministeriellen Arbeitsgruppe für die Erforschung und Nutzung des Weltraums zu friedlichen Zwecken“ (Comisión Interministerial para la Exploración y Utilización del Espacio Ultraterrestre con Fines Pacíficos) im Laufe des Jahres 2004 gründete Präsident Hugo Chávez am 28. Dezember 2004 mit Dekret 3389 die Venezolanische „Präsidialkommission für die friedliche Nutzung des Weltalls“ (Comisión Presidencial Venezolana para el Uso Pacífico del Espacio), die 2005 ihre Arbeit aufnahm.
Am 28. November 2005 genehmigte Chávez schließlich die Gründung des Venezolanischen Raumfahrtzentrums (Fundación Centro Espacial Venezolano, kurz CEV), das für das Ministerkabinett und den Präsidenten Richtlinien zur – nach Darstellung der Regierung – friedlichen Nutzung des Weltraums erarbeiten, die entsprechenden Aktivitäten koordinieren und die von der Exekutive beschlossene Weltraumpolitik umsetzen sollte.

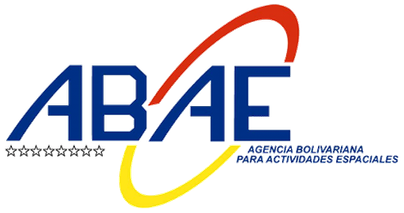
Logo der ABAE bis 2017

Bereits am 1. November 2005 hatte das venezolanische Ministerium für Wissenschaft und Technologie mit der China Great Wall Industry Corporation, dem Außenhandelsarm der China Aerospace Science and Technology Corporation, eine Vereinbarung zum Bau des Kommunikationssatelliten Venesat-1 getroffen.
Im weiteren Verlauf wurde das Projekt von der Geowissenschaftlerin Nuris Dolores Orihuela Guevara, seit dem 17. April 2006 Direktorin des CEV, aktiv vorangetrieben.
Im Zusammenhang mit diesem, nach dem in Caracas geborenen Unabhängigkeitskämpfer auch „Satélite Simón Bolívar“ genannten Projekt wurde am 25. Oktober 2007 die „Agencia Bolivariana para Actividades Espaciales“ (ABAE) gegründet. Nuris Orihuela übernahm auch die Leitung der neuen Behörde, die dem Ministerium für Wissenschaft und Technologie unterstand, wo Orihuela Staatssekretärin für Forschung und Innovation war. Die ABAE ersetzte die CEV und hatte im Prinzip dieselben Aufgaben. Neu hinzugekommen war nun der explizite Auftrag, zur Entwicklung, Souveränität, Sicherheit und Verteidigung Venezuelas beizutragen.
Der 25. Oktober 2007 gilt als Gründungstag der ABAE, die Behörde nahm jedoch erst am 1. Januar 2008 die Arbeit auf. Der Start von Venesat-1 vom chinesischen Kosmodrom Xichang erfolgte am 29. Oktober 2008.

## Aktivitäten

### Erdbeobachtung
Neben dem am 13. März 2020 nach einer Fehlfunktion der Solarzellenflügel abgeschalteten Kommunikationssatelliten Venesat-1 betreibt die ABAE vor allem Erdbeobachtung, zunächst ab dem 29. September 2012 mit VRSS-1 („Satélite Miranda“), dann ab dem 9. Oktober 2017 mit dessen Nachfolger VRSS-2 („Satélite Sucre“). Auch diese beiden Satelliten wurden nach Vermittlung durch die China Great Wall Industry Corporation in China hergestellt und gestartet. Bis Ende 2022 hatten die beiden Erdbeobachtungssatelliten insgesamt 1.365.377 Bilder zur Erde gefunkt, die bei der ABAE weiterverarbeitet wurden. Die Daten werden nach Angaben der venezolanischen Regierung beispielsweise zur Beobachtung und Analyse von Gewässern der Identifizierung von Gebieten mit Hochwasserrisiko genutzt, und es werden Bestandsaufnahmen der Vegetation und Abschätzungen der Biomasse durchgeführt. Der Einfluss von Tagebaubetrieben auf die Umwelt werde analysiert und illegale Bergbauaktivitäten würden identifiziert. Die Landnutzung werde überwacht, auch zum Zwecke der Bekämpfung des Drogenanbaus, und das Wachstum der Städte studiert.
Seit 2016 ist die ABAE Mitglied der Internationalen Charta für Weltraum und Naturkatastrophen und stellt im Rahmen von Charta-Aktivierungen bei Naturkatastrophen, Industrieunfällen etc. Daten ihrer Erdbeobachtungssatelliten zur Verfügung.

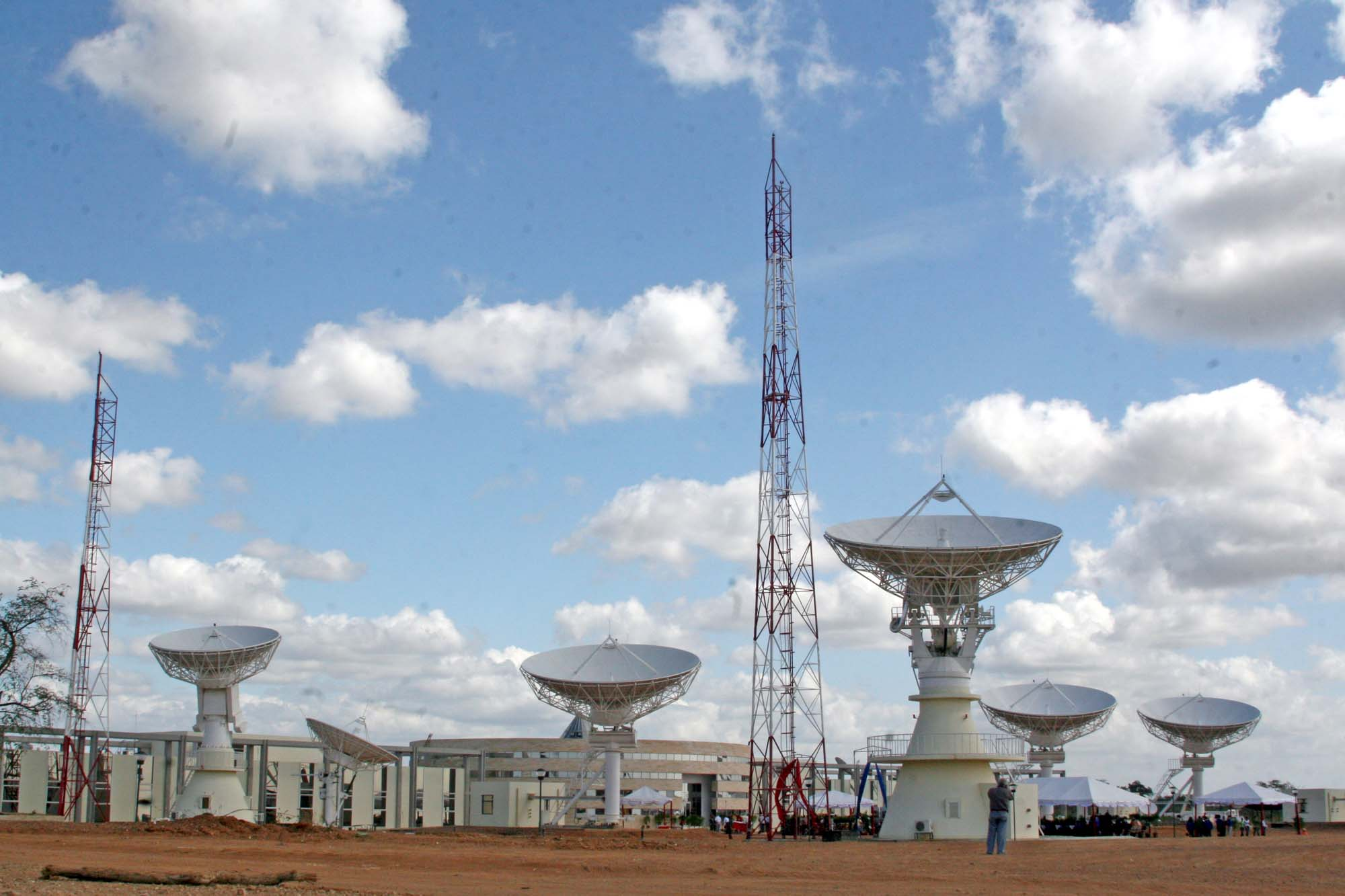
Bodenstation El Sombrero

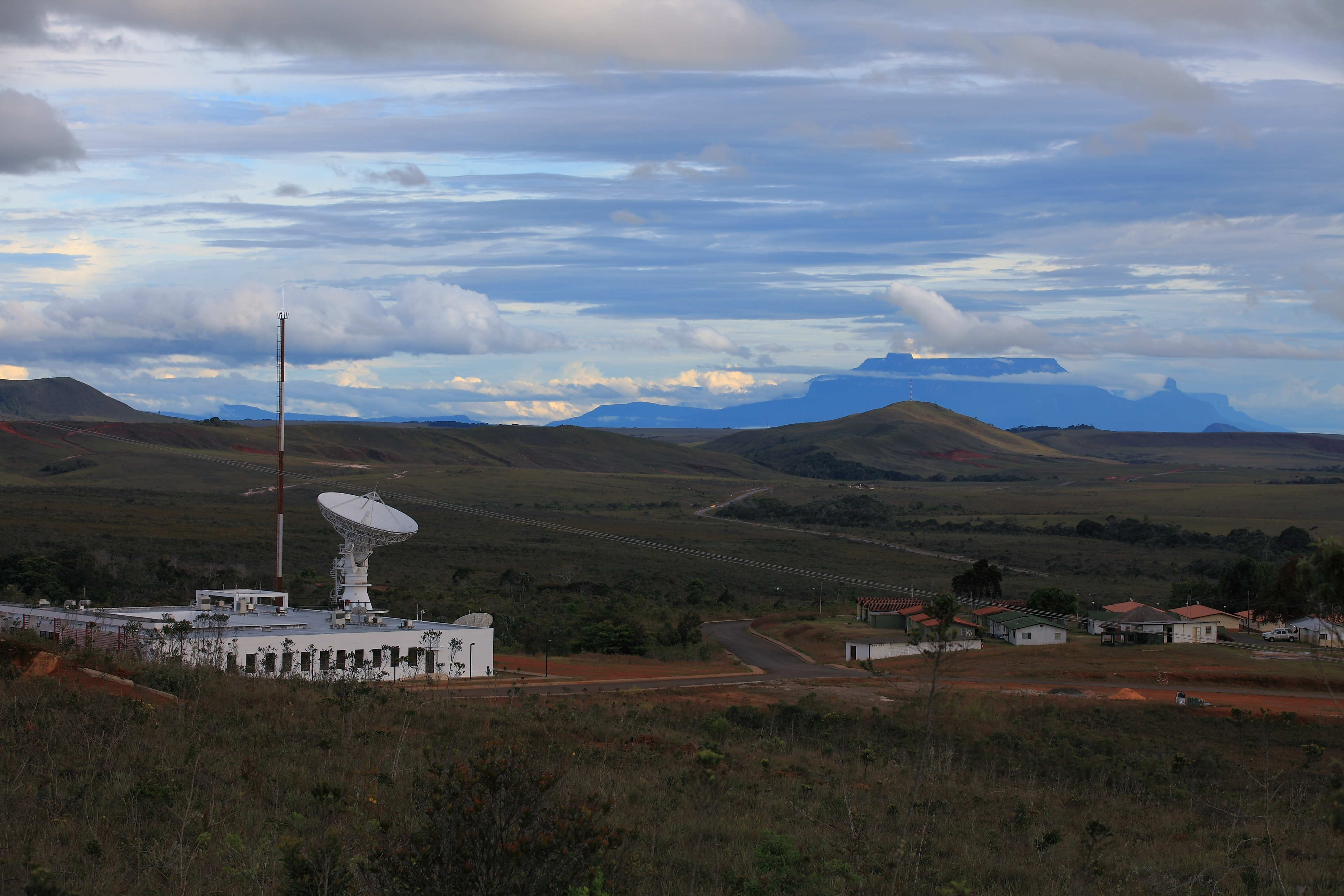
Bodenstation Luepa

Der Empfang der Satellitendaten erfolgt über die seinerzeit vom Generalkommando Satellitenstarts, Bahnverfolgung und Steuerung (中国卫星发射测控系统部) der Volksbefreiungsarmee für Venesat-1 konzipierte Bodenstation auf dem nach dem venezolanischen Flugpionier Manuel Simón Ríos (1898–1931) benannten Luftwaffenstützpunkt Hauptmann Manuel Ríos (Base Aérea Militar Capitán Manuel Ríos, kurz BAMARI) bei El Sombrero im Bundesstaat Guárico.
Die Station (Estación Terrena de Control Satelital BAEMARI) etwa 2 km südlich der Startbahn verfügt über fünf größere, zwei mittelgroße und eine kleine Parabolantenne. Als Reservestation und Ausbildungszentrum fungiert die Bodenstation auf dem Areal der Festung Manikuyá (Fuerte Militar Manikuyá) des Dschungel-Infanteriebataillons 513 „General Mariano Montilla“ (Batallon de Infanteria de Selva 513, kurz BIS-513) an der Nationalstraße 10 rund 12 km nordöstlich von Luepa im Bundesstaat Bolívar (Estación Terrena de Control Satelital de Respaldo Luepa), die über nur eine große und eine kleine Parabolantenne verfügt.
Die empfangenen Daten werden an das Rechenzentrum (Sistema de Aplicaciones Terrestres, kurz SAT) im Hauptquartier der ABAE auf dem Luftwaffenstützpunkt Generalissimo Francisco de Miranda in Caracas weitergeleitet, von wo aus sie nach Umwandlung in Bilder an diverse Einrichtungen und Nutzer der SAT-Plattform verteilt werden.

### Ausbildung
Die ABAE fungiert auch als Ausbildungseinrichtung. Ihre Abteilung für Wissenschaft, Ausbildung und Entwicklung (Dirección de Ciencia, Formación y Desarrollo) bietet – sowohl im Präsenzunterricht als auch online – Kurse auf den Gebieten Satellitenbetrieb, Fernerkundung, Qualitätskontrolle, ingenieurtechnische Grundlagen, Verwaltung, Recherche und Software an.
Dazu kommt noch ein von der ABAE betreuter Kurs für Raumfahrttechnik am Campus Chuao der Polytechnischen Universität der Streitkräfte (Universidad Nacional Experimental Politécnica de la Fuerza Armada Bolivariana, kurz UNEFA), wo Personal für das Venezolanische Zentrum für Weltraumforschung und -entwicklung (Centro de Investigación y Desarrollo Espacial Venezolano) in Borburata ausgebildet wird.

### Forschung und Entwicklung
In ihrer Abteilung für Forschung und Innovation (Dirección de Investigación e Innovación) entwickelt die ABAE vor allem Software-Produkte. So werden zum Beispiel für das Internet der Dinge Systeme zur Fernüberwachung von Temperatur, Feuchtigkeit und Spannungsspitzen entwickelt. Bei Schifffahrts-Simulationsprogrammen werden in Echtzeit die Wetterbedingungen und Strömungsverhältnisse in Häfen dargestellt. Auf dem Gebiet der Hardware werden Leiterplatten entworfen, die Schaltkreise in einer Simulation getestet und die Platten schließlich gedruckt. Außerdem bietet die ABAE technische Beratung bei der Entwicklung von Drohnen und anderen Luftfahrtprojekten an.

### Internationale Mondforschungsstation
Bei einem Staatsbesuch in Venezuela hatte der chinesische Vizepräsident Zeng Qinghong mit Präsident Hugo Chávez am 28. Januar 2005 ein Memorandum über die technische Zusammenarbeit bei der friedlichen Nutzung und Erschließung des Weltraums (关于和平利用和开发外层空间技术合作的谅解备忘录) ausgehandelt, das am 29. Januar 2005 in Anwesenheit der beiden Politiker von den Fachreferenten unterzeichnet wurde.
Dieses Memorandum bildete die Rechtsgrundlage für die folgende Zusammenarbeit der beiden Länder bei Kommunikations- und Erdbeobachtungssatelliten sowie der Verwertung der von letzteren ermittelten Daten.
Im Rahmen der Satellitenprojekte wurden von der chinesischen Seite zahlreiche Fachleute für die Bedienung der Bodenstationen und Steuerung der Satelliten ausgebildet, außerdem wurden venezolanische Studenten mit chinesischen Stipendien nach China geschickt, um Konstruktion und Herstellung von Kleinsatelliten für erdnahe Umlaufbahnen zu erlernen. Man war in Venezuela also mit chinesischer Technik und Verfahrensweise vertraut.
Nach dem Ausscheiden von Roskosmos aus der Internationalen Mondforschungsstation, einem von der Nationalen Raumfahrtbehörde Chinas (CNSA) geleiteten Projekt zur robotischen Erforschung des Mondes, war die ABAE die erste Raumfahrtorganisation, die dazu eingeladen wurde sich dort zu beteiligen. Daraufhin reiste Marglad Bencomo, seit September 2019 Geschäftsführerin der ABAE, nach Hefei, um am 30. März 2023 im Labor für Tiefraumerkundung (DSEL), einer von der CNSA und der Chinesischen Universität für Wissenschaft und Technik gemeinsam betriebenen Einrichtung, die für die technischen Aspekte der Mondforschungsstation zuständig ist, die Details einer Zusammenarbeit zu besprechen. Auf chinesischer Seite wurden die Verhandlungen von Wu Yanhua geleitet, bis zu seiner Pensionierung Ende 2022 stellvertretender Direktor der CNSA und nun stellvertretender Vorstandsvorsitzender des DSEL. Bei der Internationalen Mondforschungsstation gibt es verschiedene Formen der Mitarbeit, von der Bereitstellung von Nutzlasten für einzelne Missionen bis zur Mitwirkung an der Gesamtplanung. Bencomo drückte bei ihrem Besuch das Interesse ihrer Behörde aus, sich in letzterer Form zu beteiligen und zusammen mit China den Aufbau der Station aktiv voranzutreiben.
Gut eine Woche später, am 8. April 2023, veröffentlichte die venezolanische Regierung eine offizielle Erklärung, dass sie die Einladung zu einer Mitwirkung an der Internationalen Mondforschungsstation mit Freude entgegengenommen habe.
Daraufhin reiste Mitte April 2023 eine Delegation unter der Leitung von Xu Hongliang, dem Generalsekretär der CNSA, nach Caracas, um den Inhalt des Memorandums über die technische Zusammenarbeit vom 29. Januar 2005 zu erneuern und an das erweiterte Aufgabenfeld anzupassen sowie einen größeren Rahmen für die Stipendien festzuschreiben, mit denen die Ausbildung venezolanischer Ingenieure und Techniker an chinesischen Universitäten und anderen Raumfahrteinrichtungen von der chinesischen Regierung finanziert wurde. Weitere Mitglieder der Delegation waren Wu Yansheng, Vorstandsvorsitzender der China Aerospace Science and Technology Corporation, Li Daming, Vorstandsvorsitzender der Chinesischen Akademie für Weltraumtechnologie, wo die Sonden und Rover gebaut werden, sowie Hu Zhongmin, Vorstandsvorsitzender der China Great Wall Industry Corporation.
Am 17. Juli 2023 unterzeichneten schließlich Zhang Kejian, der Direktor der CNSA, und Gabriela Jiménez Ramírez, die venezolanische Ministerin für Wissenschaft und Technologie, per Videokonferenz die „Gemeinsame Erklärung der Nationalen Raumfahrtbehörde Chinas und der venezolanischen Agencia Bolivariana para Actividades Espaciales bezüglich einer Zusammenarbeit bei der Internationalen Mondforschungsstation“ (中国国家航天局与委内瑞拉玻利瓦尔航天局关于国际月球科研站合作的联合声明). Damit war Venezuela in die Planungsarbeiten, die Bestimmung der wissenschaftlichen Ziele, die Umsetzung der Projekte und Nutzung der Ergebnisse eingebunden. China und Venezuela wollen gemeinsam sowohl Nutzlasten als auch ganze Raumflugkörper und Rover entwickeln sowie die von diesen Geräten ermittelten Daten teilen und auswerten.
Ein wichtiger Beitrag Venezuelas sind die Satellitenstationen bei El Sombrero und Luepa, die die ABAE für Bahnverfolgung und Steuerung von Sonden auf dem Weg zum Mond zur Verfügung stellt, wenn sich der Mond auf der von China abgewandten Seite der Erde befindet.

## Satelliten der ABAE
| Name      | Startzeitpunkt (UTC)     | Startplatz        | COSPAR-ID | Kurzbeschreibung        | Status       |
| --------- | ------------------------ | ----------------- | --------- | ----------------------- | ------------ |
| Venesat-1 | 29. Oktober 2008 16:53   | Kosmodrom Xichang | 2008-055A | Kommunikationssatellit  | abgeschaltet |
| VRSS-1    | 29. September 2012 04:12 | Kosmodrom Jiuquan | 2012-052A | Erdbeobachtungssatellit | abgeschaltet |
| VRSS-2    | 9. Oktober 2017 04:13    | Kosmodrom Jiuquan | 2017-060A | Erdbeobachtungssatellit | aktiv        |